# RGO手榴弾

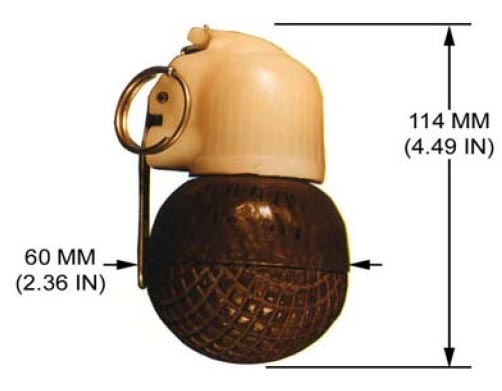
RGO手榴弾

RGO手榴弾は、ソ連で開発された手榴弾である。現在もロシアとウクライナで生産されている。
「RGO」は、ロシア語の（Ruchnaya Granata Oboronitelʹnaya, 防衛手榴弾）の略である。

## 諸元
- 重量：520-530g
- 長さ：114mm
- 直径：60mm
- 炸薬：A-IX-1（RDX phlegmatized 96%, wax 4%）
- 炸薬量：90g
- 信管：UDZS衝撃信管（着発または3.2-4.2秒の遅延）